# NPaFlu Pedro Teixeira (P-20)
O NPaFlu Pedro Teixeira (P-20) é uma embarcação da Marinha do Brasil, da Classe Pedro Teixeira, que exerce a função de navio-patrulha fluvial.

## Construção
Projetado e construído pelo Arsenal de Marinha do Rio de Janeiro, foi incorporado à Armada em 17 de Dezembro de 1973, operando desde então nas águas da bacia fluvial amazônica no Comando do 9º Distrito Naval da Marinha do Brasil.

## Origem do nome
Pedro Teixeira (1570 ou 1587?-1641) foi um militar português, comandante da expedição que subiu o Rio Amazonas em 1637. Foi o descobridor do Rio Negro.

## Missão

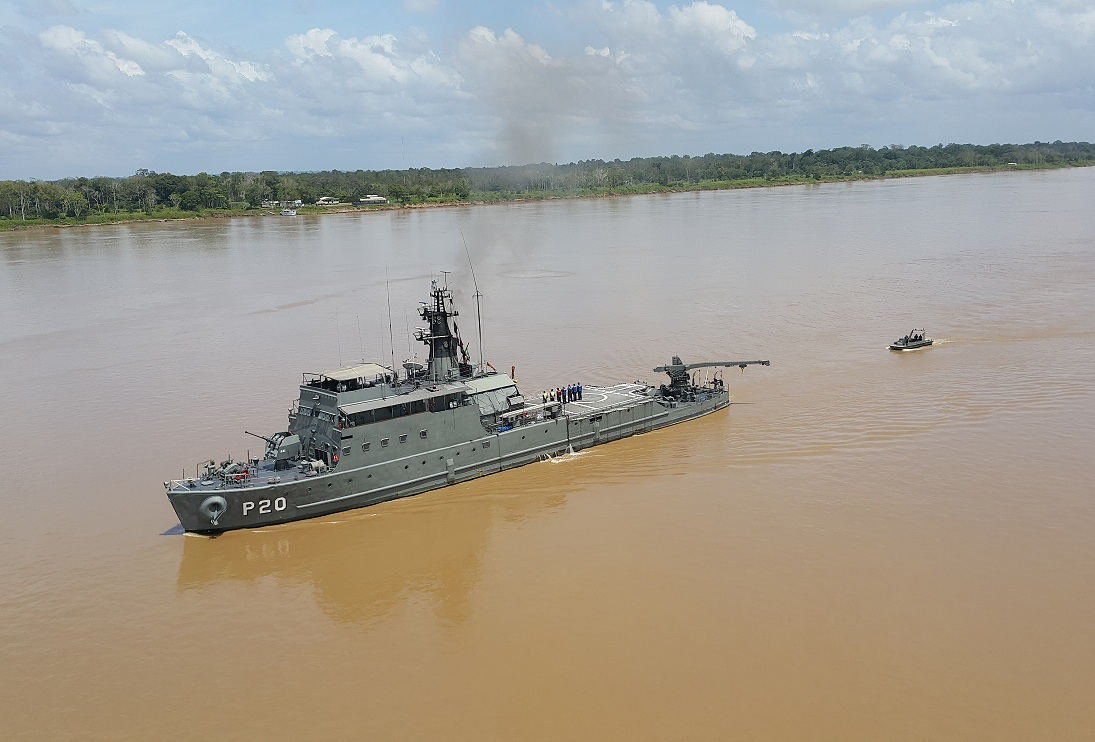
NPaFlu Pedro Teixeira, com sua lancha de ação rápida, realizando patrulha e inspeção naval em 2015.

Entre as suas funções destacam-se as de patrulha nas hidrovias interiores, operações de Socorro e Salvamento, operações ribeirinhas, operações combinadas com o Exército Brasileiro e a Força Aérea Brasileira, a assistência cívica e social das populações, e colaborar com os órgãos governamentais responsáveis pelas atividades de fiscalização, prevenção e repressão a ilícitos.
Para esse fim, a embarcação encontra-se equipada com convôo e hangar para embarque de um helicóptero Hélibras Esquilo UH-12, pertencente ao 3º Esquadrão de Helicópteros de Emprego Geral (EsqdHU-3), o que amplia a sua mobilidade e capacidade de realizar esclarecimento.
O seu lema é: "Onde a Amazônia precisar, o Boto vai chegar!".

## Características
- Deslocamento:  690 toneladas (padrão), 900 toneladas (carregado).[2]
- Dimensões: 63,56 metros de comprimento, 9,71 metros de boca e 2,40 metros de calado.
- Propulsão:
  - 4 motores diesel MAN de 6 cilindros V6V16/18TLS gerando 3.840 bhp.
- Eletricidade: 3 motores diesel alternadores.
- Velocidade: 13 nós (cruzeiro) e 16,4 nós (máxima).
- Raio de Ação: 5.000 milhas náuticas à 13 nós.
- Armamento:
  - 1 canhão Bofors L/70 de 40 mm;
  - 2 metralhadoras Oerlikon Mk 10 de 20 mm/70 em reparos singelos;
  - 4 metralhadoras M2 .50 pol. (12.7 mm) em reparos reparos singelos;
  - 2 morteiros de 81 mm combinados com duas .50;
  - 2 metralhadoras 7.62 mm.
- 2 lanchas de ação rápida (LAR) com capacidade para 15 homens e armadas com 2 metralhadoras 7.62 mm
- Tripulação: 58 homens; transporte de tropas 20/80 fuzileiros navais.